# Kireï
Le Kireï (en russe : Кирей) est une rivière de Russie qui coule dans l'oblast d'Irkoutsk en Sibérie orientale. C'est un affluent de l'Iia en rive droite, donc un sous-affluent de l'Ienisseï par l'Iia puis par l'Angara.

## Géographie
Le bassin versant du Kireï a une superficie de 2 950 km2 (surface de taille un peu supérieure à celle du Grand Duché de Luxembourg.
Son débit moyen à l'embouchure est de 43 m3/s. La rivière présente des crues annuelles au printemps et en été, de mai à août. La période d'étiage se déroule en hiver. 
Le Kireï naît sur le versant septentrional des monts Saïan orientaux. Il coule en règle générale en direction du nord-nord-est. Après un parcours de plus ou moins 140 kilomètres, il finit par se jeter dans l'Iia en rive droite au niveau de la petite localité d'Oust-Kireï.
Le Kireï est habituellement pris par les glaces depuis la deuxième quinzaine d'octobre ou la première quinzaine de novembre, jusqu'à la fin du mois d'avril ou au début du mois de mai.

## Hydrométrie - Les débits mensuels à Ouïgat
Le débit du Kireï a été observé pendant 32 ans (entre 1959 et 1990) à Ouïgat, station hydrométrique située à 22 km de son embouchure dans l'Iia, à une altitude de 484 mètres. 
Le débit inter annuel moyen ou module observé à Ouïgat durant cette période était de 42,4 m3/s pour une surface prise en compte de 2 950 km2, soit la quasi-totalité du bassin versant de la rivière. La lame d'eau écoulée dans ce bassin versant se monte ainsi à 454 millimètres par an, ce qui doit être considéré comme élevé. 
Rivière alimentée en partie par la fonte des neiges, en partie par les pluies d'été-automne, le Kireï est un cours d'eau de régime pluvio-nival qui présente deux saisons. 
Les hautes eaux se déroulent du printemps au début de l'automne, de mai à septembre, avec deux sommets, le premier en mai correspondant au dégel et à la fonte des neiges, surtout celles des montagnes  des Saïan, le second en juillet, lié aux précipitations abondantes de l'été. Aux mois de septembre puis d'octobre, le débit de la rivière baisse rapidement, ce qui mène à la période des basses eaux. Celle-ci a lieu de novembre-décembre à mars inclus et correspond à l'hiver avec ses puissantes gelées qui s'étendent sur toute la région.  
Le débit moyen mensuel observé en mars (minimum d'étiage) est de 5,99 m3/s, soit plus ou moins 7 % du débit moyen du mois de juillet (88,3 m3/s), ce qui témoigne de l'amplitude assez modérée - pour la Sibérie - des variations saisonnières. Sur la durée d'observation de 32 ans, le débit mensuel minimal a été de 3,40 m3/s en février 1977, tandis que le débit mensuel maximal s'élevait à 194 m3/s en juillet 1984.